# Volvo 7700
Il Volvo 7700, noto anche come Carrus K206 o Volvo 7000, è un modello di autobus e autosnodato a pianale ribassato progettato e prodotto dalla finlandese Carrus Delta e commercializzato dalla svedese Volvo Buses tra il 1999 e il 2012. Disponibile in diverse versioni alimentate a gasolio o a gas naturale compresso, ne sono state commercializzate anche una versione ibrida e una versione filoviaria.
La produzione è avvenuta presso lo stabilimento Carrus Delta di Vantaa, in Finlandia, e poi presso lo stabilimento Volvo Polska di Breslavia, in Polonia. Inoltre alcuni esemplari esteticamente simili sono stati prodotti a Székesfehérvár, in Ungheria, dalla Alfa Bus e commercializzati come Alfa Civis.

## Storia

### Volvo 7000 (1999-2003)
Il modello fu sviluppato in Finlandia dall'azienda Carrus Delta sotto il nome di Carrus K206 ma fu presentato al pubblico dopo che quest'ultima fu acquistata da Volvo Buses nel 1998 insieme al Volvo 5000, assumendo la denominazione di Volvo 7000. Esso si basava sul telaio del Volvo B7L ed era affiancato da una versione articolata, basata sul Volvo B7LA e denominata Volvo 7000A. Entrambi erano disponibili anche in versioni alimentate a metano compresso e basate sul Volvo B10L e B10LA.
La produzione avveniva presso gli impianti di Vantaa, in Finlandia, e di Breslavia, in Polonia. A Vantaa fino al 2001, anno di chiusura della fabbrica, furono prodotti gli esemplari della versione da 12 metri oltre che alcuni personalizzati per le città di Turku e Helsinki, che ricevettero rispettivamente mezzi lunghi 11 e 12,89 metri.

### Volvo 7700 (2003-2012)
Nel 2003 i due modelli furono rinumerati in 7700 e 7700A, in continuità con i due modelli lanciati negli anni precedenti, il Volvo 8700 e il Volvo 9700, ma non subirono altri cambiamenti.
Una rivisitazione della carrozzeria avvenne nel 2006, anno in cui l'azienda iniziò a basarsi sul telaio del Volvo B9L e B9LA; furono modificati i fanali anteriori e posteriori oltre che le linee del frontale e del posteriore. La produzione di quest'ultimo modello iniziò nel 2010.
Nel 2009 fu presentata all'IAA di Hannover la versione ibrida gasolio/elettrica, basata sul telaio del Volvo B5LH, sperimentata in collaborazione con l'azienda di trasporto pubblico Spårvägar di Göteborg.
Nel 2009 la controllata ungherese Alfa Bus iniziò la produzione di un modello di autobus urbano, sempre basato sul B9L e sul B9LA, esteticamente molto simile al 7700.
Dopo la presentazione del Volvo 7900 nel 2011 la produzione del 7700 fu interrotta.

## Tecnica
Al momento del lancio il Volvo 7000 fu equipaggiato con un motore Volvo D7C rispettante gli standard Euro II e con la possibilità di applicarvi un ulteriore filtro anti-particolato o un convertitore catalitico capace di ridurre le emissioni di monossido di carbonio, idrocarburi e particolato dell'80%.

## Versioni

### Prima serie (1999-2003)

#### 7000
- Lunghezza: 12 m
- Allestimento: urbano, suburbano
- Alimentazione: gasolio, gas naturale compresso

#### 7000A
- Lunghezza: 18 m
- Allestimento: urbano, suburbano
- Alimentazione: gasolio, gas naturale compresso

#### 7000AT
- Lunghezza: 18 m
- Allestimento: urbano, suburbano
- Alimentazione: ibrida (filobus)

### Seconda serie (2003-2012)

#### 7700
- Lunghezza: 12 m
- Allestimento: urbano, suburbano
- Alimentazione: gasolio, gas naturale compresso, ibrida (gasolio/elettricità)

#### 7700A
- Lunghezza: 18 m
- Allestimento: urbano, suburbano
- Alimentazione: gasolio, gas naturale compresso

## Diffusione
Il modello si è diffuso principalmente in Europa settentrionale e centrale con alcuni esemplari che sono approdati in Messico. La prima versione ha goduto di una scarsa diffusione, rimanendo confinata ai pochi esemplari distribuiti in Austria, Finlandia (inclusi i prototipi realizzati da Wiima per conto di Carrus Delta per le città di Turku e Helsinki), Polonia e Svizzera.
In Austria la Linz Linien di Linz ha acquistato nel 1999 sette 7000A, poi seguiti da altri 2 7700 nel 2000 e da 19 filobus 7000AT tra il 2000 e il 2001. Tra il 2001 e il 2002 la Blaguss di Vienna ha ricevuto 12 Volvo 7000.
In Norvegia ne sono stati acquistati: quattro da BorgBuss (due per Fredrikstad nel 2006 e altri due nel 2009), 41 da Sporveisbussene (poi Unibuss) per Oslo e 50 da Veolia Transport Norge (Stavanger) nel 2008. Oltre ad essi si aggiungono i massicci acquisti di: Tide Buss, che nel 2010 ne acquistò in totale 81 (69 da 12 metri e 12 autosnodati) destinati alle città di Bergen e Haugesund; Nettbuss, che ne acquistò 48 per Trondheim (Team Traffik), Grenland, Arendal, Hamar e Sarpsborg; Nobina Norge, che ne ricevette 32 per la città di Tromsø.
Nel 2012 Città del Messico, in occasione dell'inaugurazione della linea 4 del Metrobús, ha acquistato 54 Volvo 7700 in versione da 12 metri, con alcuni esemplari della versione ibrida.